# Джордж из джунглей (фильм)
«Джо́рдж из джу́нглей» (англ. George of the Jungle) — семейная приключенческая комедия 1997 года, снятая режиссёром Сэмом Вайсманом на основе одноименного мультфильма Джея Уорда и Билла Скотта 1967 года. Фильм вышел в прокат в США 18 июля 1997 года. Фильм снят компанией Walt Disney Pictures и по сюжету является пародией на историю вымышленного персонажа Тарзана, созданного Эдгаром Берроузом.
В 2003 году вышел сиквел фильма, который не имел большой популярности, а в 2007 году был выпущен новый одноимённый мультсериал.
Фильм получил смешанные отзывы и собрал 174,4 миллионов долларов по всему миру.

## Сюжет
Во время путешествия по Бурунди девушка из Сан-Франциско Урсула Стэнхоуп (Лесли Манн) и её жених Лайл Ван де Грут (Томас Хайден Чёрч) встречают браконьеров. Проводник рассказывает группе о «белой обезьяне» – местной легенде о получеловеке-полуобезьяне, который правит джунглями. На следующий день Лайл, настаивающий на том, чтобы как можно скорее забрать Урсулу домой, отправляется с ней в джунгли на поиски белой обезьяны, но на них нападает лев. Лайл теряет сознание, а Урсулу спасает Король джунглей Джордж (Брендан Фрейзер). Джордж забирает Урсулу в свой дом на дереве и заботится о ней, знакомя её с тремя своими друзьями-животными: Эйпом, разумной говорящей гориллой, которая вырастила Джорджа, Шепом, лесным слоном, который ведёт себя как собака Джорджа, и туканом Туки. Джордж влюбляется в Урсулу и пытается ухаживать за ней. Урсула вскоре отвечает ему взаимностью и хочет остаться с ним, а не уезжать в Америку.
Лайл и двое браконьеров в поисках девушки находят домик на дереве, и Лайл сталкивается с Урсулой и Джорджем. Браконьеры готовятся подстрелить Шепа ради слоновой кости, а обезьяна кричит Шепу, чтобы тот убегал. Все ошеломлены видом говорящей обезьяны, а браконьеры решают поймать и усыпить её. Джордж в попытках спасти друзей попадает под пулю Лайла, который принял свой пистолет за новую зажигалку. Лайл и браконьеры попадают в тюрьму.
Тем временем Урсула увозит Джорджа в Сан-Франциско, чтобы врачи оказали раненому высококвалифицированную помощь. Кроме того, она хочет показать ему мир людей.
Пока Урсула на работе, Джордж самостоятельно исследует Сан-Франциско и спасает пассажиров параплана, которые застряли на мосту Бэй-Бридж. Не желая выходить замуж за Лайла, Урсула признаётся родителям в своей влюблённости в Джорджа, но её властная мать Беатрис (Холланд Тейлор) возражает. На вечеринке, посвящённой помолвке Урсулы, Беатрис отводит Джорджа в сторону и холодно говорит ему, что не допустит, чтобы помолвка Урсулы распалась.
В Африке браконьеры Макс и Тор похищают обезьяну Эйпа, которая успевает послать тукана за помощью к Джорджу. Туки улетает в Сан-Франциско, а Джордж возвращается в джунгли, оставив Урсулу. Урсула понимает, что любит Джорджа, и с одобрения отца (Джон Беннетт Перри) отправляется на поиски.
Обезьяна обманом заставляет браконьеров обойти джунгли и вернуться в домик на дереве, где Джордж вступает с ними в схватку и в конце концов побеждает с помощью неожиданно приехавшей Урсулы. Однако прибывает и Лайл, который сбежал из тюрьмы, присоединился к культу и стал священником. Лайл поручает наёмникам, которых он привёл с собой, усмирить Джорджа и отвозит Урсулу на близлежащую реку, чтобы сбежать с ней и провести брачную церемонию.
Джордж успевает спасти Урсулу, а Лайл оказывается в тёмной пещере. Полагая, что он всё ещё в лодке с Урсулой, Лайл проводит церемонию. Когда он зажигает огонь, обнаруживает, что взял в жёны гориллу.
Джордж и Урсула признаются друг другу в любви и женятся, Урсула переезжает в домик Джорджа на дереве. Через некоторое время у супругов появляется сын Джордж-младший, которого они представляют животным с вершины скалы (пародия на мультфильм «Король Лев» в 1994 году). Тем временем обезьяна Эйп переезжает в Лас-Вегас и становится известным артистом.

## В ролях
- Брендан Фрэйзер — Джордж
- Лесли Манн — Урсула Стэнхоуп
- Томас Хейден Чёрч — Лайл ван де Грут, жених Урсулы
- Абрахам Бенруби — Тор, головорез, приятель Лайла
- Грегг Краттуэлл — Макс, головорез, приятель Лайла
- Джон Клиз — горилла по имени Обезьяна (Эйп), друг Джорджа
- Ричард Раундтри — Куэйм, экспедитор
- Джон Беннетт Перри — Артур Стэнхуоп, отец Урсулы
- Холланд Тейлор — Беатрис Стэнхоуп, мама Урсулы
- Келли Миллер — Бетси, подруга Урсулы
- Кейт Скотт — рассказчик

## Производство
Сцены со львами, слонами и птицами были сняты с использованием реальных животных, кукол (в т.ч. для сцены драки львов) и CGI (чтобы показать слона Шепа, который ведёт себя как собака). Сцены с орангутангом, шимпанзе и обезьянами капуцинами сняты с настоящими животными, но в сцене, где маленькая обезьянка подражает Джорджу, использовалась компьютерная обработка.
Все большие гориллы, живущие с Джорджем, были костюмированными актёрами. Их лица - аниматроники с дистанционным управлением.
Декорации джунглей были построены на сцене в Плайя Дель Рей, Лос-Анджелес. Длина сцены составляла 229 метров, высота на пике - 26 метров, а ширина - 27 метров.

## Саундтрек
| №   | Название                                      | Длительность |
| --- | --------------------------------------------- | ------------ |
| 1.  | «George of the Jungle»                        | 2:53         |
| 2.  | «Dela (I Know Why the Dog Howls at the Moon)» | 4:16         |
| 3.  | «Wipe Out»                                    | 2:39         |
| 4.  | «The Man on the Flying Trapeze»               | 0:57         |
| 5.  | «My Way»                                      | 1:11         |
| 6.  | «Aba Daba Honeymoon»                          | 1:55         |
| 7.  | «George of the Jungle»                        | 1:03         |
| 8.  | «Go Ape [The Dance Mix]»                      | 3:25         |
| 9.  | «Jungle Band»                                 | 3:18         |
| 10. | «George to the Rescue»                        | 1:11         |
| 11. | «Rumble in the Jungle»                        | 3:15         |
| 12. | «The Little Monkey»                           | 2:23         |
| 13. | «George of the Jungle [Main Title Movie Mix]» | 2:20         |

## Приём
На Rotten Tomatoes фильм получил оценку 56% на основе 54 рецензий со средней оценкой 5,5/10. Консенсус гласит: ««Джордж из джунглей» верен своему исходному материалу, что, к сожалению, делает его менее чем убедительным художественным фильмом». Роджер Эберт присудил фильму три звезды из четырёх, назвав фильм «добродушным» и положительно оценив комедийные выступления актёров. Фильм был номинирован на «Сатурн» в категории «Лучший фэнтези-фильм».

### Сборы
Фильм дебютировал под вторым номером по кассовым сборам после «Людей в чёрном», и в конечном итоге стал успешным в прокате, собрав 174,4 миллиона долларов по всему миру.

## Продолжение
За фильмом последовало продолжение «Джордж из джунглей 2», которое разворачивается через пять лет после оригинала. Большинство главных персонажей было переиграно с другими актёрами, хотя Кейт Скотт, Томас Хейден Чёрч и Джон Клиз вернулись к своим ролям из оригинала.